# Liste der Kämmerer des Heiligen Kardinalskollegiums
Der Kämmerer des Heiligen Kardinalskollegiums war zuständig für die Verwaltung der Einkünfte, die dem Kollegium der Kardinäle insgesamt zustanden. Dazu gehörte seit dem Ende des 13. Jahrhunderts ein Anteil am commune servitium, das neu ernannte Bischöfe und Äbte bei ihrer Ernennung zu entrichten hatten. Er ist zu unterscheiden von den Thesauraren der Apostolischen Kammer und vom Kardinalkämmerer, die die Einkünfte des Papstes und der Römischen Kirche verwalteten. Das Amt wurde nach 1997 nicht mehr besetzt.
- Keine Hinweise bis 1197
- Cencius (?) (1198–1216?)[1]
- Keine Information (1217–1272)
- Guillaume de Bray (nur einmal genannt, 1272)[2]
- Keine Information (1273–1287)
- Pietro Peregrossi (1288?–1295)
- Hugues Aycelin (1295–1297)
- Robert de Pontigny (1298–1305)
- Jean Lemoine (1305–1310)
- Étienne de Suisy (1310–1311)
- Nicolas de Freauville (1312–1313)
- Berenguer Fredol (1313–1323)
- Guillaume Teste (1323–1326)
- Pierre d’Arabloy (1326–1331)
- Pedro Gomez de Barroso (1331–1340)
- Imbert Dupuis (1340–1348)
- Guillaume Court (1348–1361)
- Hugues Roger (1361–1363)
- Guillaume Aigrefeuille, Senior (1363–1369)
- Guillaume Aigrefeuille, Junior (1369–1378)
- Niccolo Mosquino (1378–1387)
- Francesco Renzio (1387–1390)
- Enrico Minutoli (1390–1412)
- Amadeo Saluzzo (1412–1419)
- Francesco Lando (1419–1427)
- Antonio Panciera (1428–1431)
- Lucido Conti (1431–1437)[3]
- Angelotto Fosco (1437)
- Domenico Capranica (1438)
- Prospero Colonna (1439)
- Guillaume d’Estouteville (1440)
- Bessarion (1441)
- Niccolò d’Acciapaccio (1442)
- Giovanni Berardi (1443)
- Alberto Alberti (1444–1445)
- Pietro Barbo (1445–1446)
- Juan de Torquemada (1446)
- Giorgio Fieschi (1447)
- Domenico Capranica (1448)
- Astorgo Agnensi (1449)
- Isidor von Kiew (1450)
- Latino Orsini (1451)
- Guillaume d’Estaing (1452)
- Alain de Coëtivy (1453)
- Filippo Calandrini (1454–1455)
- Antonio de la Cerda (1456)
- Enea Silvio Piccolomini (1457–1458)
- Giacomo Tebaldi (1458)
- Juan de Mella (1459)
- Pietro Barbo (1460)
- Alessandro Oliva (1461)
- Niccolo Fortiguerra (1462)
- Jacopo Ammannati Piccolomini (1462)
- Nikolaus von Kues (1463)
- Jacopo Ammannati Piccolomini (1464)
- Louis d’Albret (1465)
- Guillaume d’Estouteville (1465)
- Berardo Eroli (1466)
- Bessarion (1467)
- Guillaume d’Estouteville (1468)
- Juan Carvajal (1469)
- Latino Orsini (1470)
- Filippo Calandrini (1471)
- Rodrigo Borgia (1472)
- Guillaume d’Estouteville (1472–1473)
- Berardo Eroli (1474)
- Bartolomeo Roverella (1475)
- Jacopo Ammannati Piccolomini (1476)
- Oliviero Carafa (1477)
- Marco Barbo (1478)
- Giuliano della Rovere (1479)
- Giovanni Battista Zeno (1480)
- Stefano Nardini (1481)
- Ausias Despuig (1482)
- Giovanni Arcimboldo (1483)
- Giovanni Battista Cibo (1484)
- Giovanni Michiel (1484–1485)
- Jorge da Costa (1486)
- Keine Information (1487–1491)
- Lorenzo Cibo de’ Mari (1492)
- Antonio Gentile Pallavicini (1493)
- Keine Information (1494)
- Giovanni Battista Orsini (1495)
- Keine Information (1496–1497)
- Bernardino López de Carvajal (1498)
- Bartolomeo Martini (1499)
- Keine Information (1500)
- Juan López (1501)
- Keine Information (1502)
- Francisco de Borgia (1503)[4]
- Juan de Vera (1504)
- Antonio Trivulzio (1505)
- Gianstefano Ferrero (1506)
- Keine Information (1507–1508)
- François Guillaume de Castelnau de Clermont-Lodève (1509)
- Keine Information (1510–1511)
- Robert Guibè (1512)
- Leonardo Grosso della Rovere (1512–1513)
- Robert Guibè (1513)
- Keine Information (1514–1515)
- Antonio Maria Ciocchi del Monte (1516)
- Achille de Grassis (1517–1518)
- Lorenzo Pucci (1518–1519)
- Giulio de’ Medici (1519–1520)
- Francesco de Conti (1520–1521)
- Giovanni Piccolomini (1521–1523)
- Giovanni Domenico De Cupis (1523–1524)
- Andrea de Valle (1524–1526)
- Scaramuccia Trivulzio (1526–1527)
- Domenico Giacobazzi (1527: 11. Januar – 1528)
- Wilhelm Enckenvoirt (1529)
- Antonio Sanseverino (1530–1531)
- Benedetto Accolti (1531)
- Agostino Spinola (1532–1533)
- Gianvincenzo Carafa (1533–1534)
- Andrea Matteo Palmieri (1534–1535)
- Francisco Quinones (1535)
- Francesco Cornaro (1536–1537)
- Antonio Pucci (1537–1538)
- Girolamo Ghinucci (1538–1539)
- Giacomo Simonetta (1539: 10. Januar – 1. November)
- Gasparo Contarini (1540–1541)
- Gianpietro Carafa (1541–1542)
- Rodolfo Pio di Carpi (1542)
- Pietro Bembo (1542–1543)
- Juan Alvares de Toledo (1543–1544)
- Pietro Paolo Parisio (1544–1545)
- Marcello Cervini (1545)
- Uberto Gambara (1545–1546)
- Ascanio Parisani (1546–1547)
- Bartolomeo Guidiccioni (1547–1548)
- Miguel da Silva (1548–1549)
- Giovanni Girolamo Morone (1549–1551)
- Marcello Crescenzi (1551–1552)
- Francisco Mendoza de Bobadilla (1552–1553)
- Otto Truchsess von Waldburg (1553–1554)
- Bartolomeo de la Cueva (1554–1555)
- Federico Cesi (1555–1556)
- Pedro Pacheco (1556–1558)
- Giovanni Angelo Medici (1557–1558)
- Tiberio Crispo (1559–1561)
- Fulvio Cornea (1561–1562)
- Giovanni Michele Saraceni (1562–1563)
- Giovanni Ricci (1563–1564)
- Giovanni Battista Cicada (1564–1565)
- Scipione Rebiba (1565–1567)
- Gianantonio Capizucchi (1567–1568)
- Giacomo Savelli (1568–1569)
- Luigi Cornaro (1569–1570)
- Philibert Babou de La Bourdaisière (1570)
- Antonio de Granvelle (1570–1571)
- Stanislaus Hosius (1571–1572)
- Francesco Pacheco (1572–1574)
- Giovanni Francesco Gambara (1574–1575)
- Karl Borromäus (1575–1576)
- Alfonso Gesualdo (1576–1577)
- Niccolò Caetani (1577–1578)
- Innico d’Avalos d’Aragona (1578–1579)
- Marcantonio Colonna (1579–1580)
- Tolomeo Gallio (1580–1581)
- Prospero Santacroce (1581–1582)
- Zaccharia Delfino (1582–1583)
- Giovanni Francesco Commendone (1583–1584)
- Guglielmo Sirleto (1584–1585)
- Michele Bonelli (1585–1587)
- Ludovico Madruzzo (1587–1588)
- Nicholas de Pellevè (1588–1589)
- Giulio Antonio Santori (1589–1590)
- Girolamo Rusticucci (1590–1593)
- Keine Information (1593–1594)
- Giovanni Evangelista Pallotta (1595–1596)
- Agostino Valieri (1596–1597)
- Keine Information (1597–1598)
- Domenico Pinelli, seniore (1599–1600)
- Keine Information (1601–1604)
- Gregorio Petrocchini OESA (1605–1607)
- Paolo Emilio Sfondrati (1607–1608)
- Ottavio Paravicini (1608–1609)
- Ottavio Acquaviva d’Aragona, Senior (1609–1611)
- Pietro Aldobrandini (1611–1612)
- Ottavio Bandini (1612–1613)
- Bartolomeo Cesi (1613–1614)
- Francesco Mantica (1614)
- Bonifazio Bevilacqua (1614–1616)
- Domenico Toschi (1616–1617)
- Roberto Bellarmino (1617–1618)
- Domenico Ginnasi (1618–1619)
- Giovanni Dolfin (1619–1620)
- Giacomo Sannesio (1620–1621)
- Scipione Borghese (1621–1623)
- Maffeo Barberini (1623)
- Giovanni Garzia Millini (1623–1625)
- Marcello Lante (1625–1626)
- Gianbattista Leni (1626–1627)
- Gaspar Borja y Velasco (1627–1628)
- Roberto Ubaldini (1628–1629)
- Tiberio Muti (1629–1630)
- Giulio Savelli (1630–1631)
- Guido Bentivoglio d’Aragona (1631–1632)
- Antonio Barberini, Senior, OFMCap (1632)
- Desiderio Scaglia OP (1632–1633)
- Agustín Spínola Basadone (1633–1634)
- Cosimo de Torres (1634–1635)
- Alfonso de la Cueva-Benavides y Mendoza-Carrillo (1635–1636)
- Antonio Barberini, Senior, OFMCap (1636–1637)
- Luigi Caetani (1637–1638)
- Bernardino Spada (1638–1639)
- Berlinghiero Gessi (1639)
- Federico Baldissera Bartolomeo Cornaro (1639–1641)
- Giulio Cesare Sacchetti (1641–1642)
- Giandomenico Spinola (1642–1643)
- Giovanni Battista Pamphili (1643–1644)
- Gil Carrillo de Albornoz (1644–1646)
- Ciriaco Rocci (1646–1647)
- Giovanni Battista Maria Pallotta (1647–1648)
- Ulderico Carpegna (1648–1649)
- Marcantonio Franciotti (1649–1650)
- Marco Antonio Bragadin (1650–1651)
- Pierdonato Cesi iuniore (1651–1652)
- Vincenzo Maculani OP (1652–1653)
- Carlo Rossetti (1654–1656)
- Francesco Angelo Rapaccioli (1656–1657)
- Juan de Lugo y de Quiroga S.J. (1657–1658)
- Niccolò Albergati-Ludovisi (1658–1659)
- Federico Sforza (1650–1660)
- Benedetto Odescalchi (1660–1661)
- Camillo Astalli-Pamphili (1661–1662)
- Luigi Omodei (1662–1663)
- Giacomo Corradi (1663–1664)
- Giberto Borromeo (1664–1665)
- Marcello Santacroce (1665–1666)
- Giovanni Battista Spada (1666–1668)
- Francesco Albizzi (1668–1669)
- Ottavio Aquaviva d’Aragonia (1669–1671)
- Carlo Pio di Savoia, Junior (1671–1672)
- Carlo Gualterio (1672–1673)
- Flavio Chigi (1673–1674)
- Giacomo Franzoni (1674–1675)
- Pietro Vidoni, Senior (1675–1676)
- Carlo Carafa della Spina (1676–1678)
- Paluzzo Paluzzi Altieri degli Albertoni (1678–1679)
- Giacomo Filippo Nini (1679–1680)
- Giacomo Rospigliosi (1680–1681)
- Gasparo Carpegna (1681–1682)
- César d’Estrées (1682–1683)
- Federico Baldeschi Colonna (1683–1684)
- Francesco Nerli der Jüngere (1684–1685)
- Girolamo Gastaldi (1685)
- Alessandro Crescenzi CRS (1685–1687)
- Galeazzo Marescotti (1687–1688)
- Fabrizio Spada (1688–1689)
- Philip Thomas Howard of Norfolk OP (1689–1691)
- Giambattista Spinola, Senior (1691–1692)
- Savo Millini (1692–1693)
- Francesco Lorenzo Brancati di Lauria OFMConv (1693)
- Pier Matteo Petrucci (1693–1695)
- Jan Kazimierz Denhoff (1695–1696)
- Leandro Colloredo Orat (1696–1697)
- Domenico Maria Corsi (1697)
- 1698–1699 (Kein Name angegeben in Acta Camerari Sacri Collegii S. R. E. Cardinalium)
- Bandino Panciatici (1699–1700)
- Giacomo Cantelmi (1700–1702)
- Toussaint de Forbin de Janson (1702–1703)
- Giambattista Rubini (1703–1704)
- Tommaso Maria Ferrari OP (1704–1705)
- Giuseppe Sacripante (1705–1706)
- Fabrizio Paolucci (1706–1707)
- Andrea Santacroce (1707–1708)
- Sperello Sperelli (1708–1709)
- Giovanni Maria Gabrielli OCist (1709–1710)
- Lorenzo Corsini (1710–1711)
- Francesco Acquaviva d’Aragonia (1711–1712)
- Filippo Antonio Gualterio (1712–1713)
- Giandomenico Paracciani (1713–1714)
- Joseph-Emmanuel de La Trémoille (1714–1715)
- Carlo Agostino Fabroni (1715–1716)
- Michelangelo dei Conti (1716–1717)
- Luigi Pico della Mirandola (1717–1718)
- Antonio Felice Zondadari (1718–1719)
- Pier Marcellino Corradini (1719–1720)
- Luigi Priuli (1720)
- Giovanni Battista Tolomei SJ (1720–1723)
- Bernardino Scotti (1723–1724)
- Niccolò Spinola (1724–1726)
- Giorgio Spinola (1726–1727)
- Cornelio Bentivoglio (1727–1728)
- Luis Antonio Belluga y Moncada (1728–1729)
- Michael Friedrich von Althann (1729–1730)
- Álvaro Cienfuegos Villazón SJ (1730–1732)
- Giovanni Battista Altieri der Jüngere (1732–1733)
- Vincenzo Petra (1733–1734)
- Niccolò Maria Lercari (1734–1735)
- Vincenzo Ludovico Gotti (1735–1736)
- Leandro Porzia (1736–1737)
- Pierluigi Carafa (1737–1738)
- Francesco Scipione Maria Borghese (1738–1739)
- Vincenzo Bichi (1739–1741)
- Giuseppe Firrao (1741–1742)
- Antonio Saverio Gentili (1742–1743)
- Giovanni Antonio Guadagni OCD (1743–1744)
- Troiano Aquaviva d'Aragona (1744–1745)
- Domenico Riviera (1745–1746)
- Giambattista Spinola (1746–1747)
- Raniero d’Elci (1747–1748)
- Domenico Silvio Passionei (1748–1749)
- Silvio Valenti Gonzaga (1749–1750)
- Joaquín Fernández Portocarrero (1750–1751)
- Camillo Paolucci (1751–1752)
- Carlo Alberto Guidoboni Cavalchini (1752–1753)
- Federico Marcello Lante Montefeltro della Rovere (1753–1754)
- Francesco Landi Pietra (1754–1755)
- Fortunato Tamburini OSBCas (1755–1756)
- Girolamo de Bardi (1756–1757)
- Giovanni Battista Mesmer (1757–1758)
- Henry Benedict Stuart (1758–1760)
- Giuseppe Maria Feroni (1760–1761)
- Luca Melchiore Tempi (1761–1762)
- Cosimo Imperiali (1762–1763)
- Antonio Andrea Galli CRSSS (1763–1764)
- Carlo Rezzonico (1764–1765)
- Ferdinando Maria de Rossi (1765–1766)
- Giuseppe Maria Castelli (1766–1767)
- Gaetano Fantuzzi (1767–1768)
- Pietro Girolamo Guglielmi (1768–1770)
- Marcantonio Colonna (1770–1771)
- Andrea Corsini (1771–1772)
- Simone Buonaccorsi (1772–1773)
- Giovanni Carlo Boschi (1773–1774)
- Ludovico Calini (1774–1776)
- Lazzaro Opizio Pallavicino (1776–1777)
- Pietro Colonna Pamphili (1777–1778)
- Mario Marefoschi Compagnoni (1778–1779)
- Scipione Borghese (1779–1780)
- Antonio Eugenio Visconti (1780–1781)
- Bernardino Giraud (1781–1782)
- Innocenzo Conti (1782–1783)
- Francesco Saverio de Zelada (1783–1784)
- Leonardo Antonelli (1784–1785)
- Giovanni Archinto (1785–1786)
- Hyacinthe Sigismond Gerdil, B. (1786–1787)
- Guglielmo Pallotta (1787–1788)
- Franziskus von Paula Herzan von Harras (1788–1789)
- Giovanni De Gregorio (1789–1790)
- Francesco Carrara (1790–1791)
- Ignazio Busca (1791–1792)
- Stefano Borgia (1792–1793)
- Tommaso Antici (1793–1794)
- Giovanni Battista Caprara Montecuccoli (1794–1795)
- Antonio Dugnani (1795–1796)
- Aurelio Roverella (1796–1797)
- Giulio Maria della Somaglia (1797–1798)
- Vincenzo Maria Altieri (1798) (1)
- Giulio Maria della Somaglia (1799–1801) (2)
- Diego Innico Caracciolo di Martina (1801–1802)
- Giuseppe Firrao jr. (1802–1803)
- Ferdinando Maria Saluzzo (1803–1804)
- Bartolomeo Pacca (1804–1805)
- Giovanni Filippo Gallarati Scotti (1805–1806)
- Lorenzo Litta (1806–1807)
- Filippo Casoni (1807–1808)
- Girolamo della Porta (1808–1809)
- Valentino Mastrozzi (1809: bis 13. Mai)
- Antonio Despuig y Dameto (1810–1813)
- Pietro Francesco Galeffi (1814–1818)
- Antonio Doria Pamphilij (1818–1819)
- Fabrizio Dionigi Ruffo (1819–1820)
- Ercole Consalvi (1820–1821)
- Giuseppe Albani (1821–1822)
- Francesco Guidobono Cavalchini (1822–1823)
- Giovanni Caccia-Piatti (1823–1825)
- Pietro Vidoni (1825–1826)
- Cesare Guerrieri Gonzaga (1826–1827)
- Antonio Frosini (1827–1828)
- Tommaso Riario Sforza (1828–1830)
- Belisario Cristaldi (1830–1831)
- Juan Francisco Marco y Catalán (1831–1832)
- Domenico De Simone (1832–1833)
- Ludovico Gazzoli (1833–1834)
- Mario Mattei (1834–1835)
- Nicola Grimaldi (1768) (1835–1836)
- Alessandro Spada (1836–1837)
- Bartolomeo Pacca (1837–1838)
- Emmanuele De Gregorio (1838–1839)
- Giovanni Francesco Falzacappa (1839–1840)
- Carlo Maria Pedicini (1840–1841)
- Antonio Domenico Gamberini (1841: 1. März – 25. April)
- Alessandro Giustiniani (1842–1843)
- Vincenzo Macchi (1843–1844)
- Luigi Lambruschini CRSP (1844–1845)
- Pietro Ostini (1845–1846)
- Castruccio Castracane degli Antelminelli (1846–1847)
- Mario Mattei (1848–1850)
- Giacomo Luigi Brignole (1851–1852)
- Costantino Patrizi (1852–1853)
- Luigi Amat di San Filippo e Sorso (1853–1854)
- Gabriele Ferretti (1854–1855)
- Antonio Maria Cagiano de Azevedo (1855–1856)
- Benedetto Barberini (1856–1857)
- Ugo Pietro Spinola (1857–1858)
- Gabriele della Genga Sermattei (1858–1859)
- Chiarissimo Falconieri Mellini (1859)
- Antonio Tosti (1859–1860)
- Gaspare Bernardo Pianetti (1861–1862)
- Fabio Maria Asquini (1862–1863)
- Niccola Clarelli Paracciani (1863–1864)
- Domencio Carafa di Traetto (1864–1865)
- Sisto Riario Sforza (1865–1866)
- Camillo Di Pietro (1866–1867)
- Karl August von Reisach (1867–1868)
- Alessandro Barnabò (1868–1869)
- Giuseppe Milesi Pironi (1869–1870)
- Pietro De Silvestri (1870–1871)
- Angelo Quaglia (1871–1872)
- Antonio Maria Panebianco OFMConv (1872–1873)
- Antonino Saverio De Luca (1873–1874)
- Giuseppe Andrea Bizzarri (1874–1875)
- Lucien-Louis-Joseph-Napoleon Bonaparte (1876–1877)
- Innocenzo Ferrieri (1877–1879)
- Edoardo Borromeo (1879–1880)
- Raffaele Monaco La Valletta (1880–1881)
- Flavio Chigi (1881–1882)
- Luigi Oreglia di Santo Stefano (1882–1883)
- Tommaso Martinelli OESA (1883–1884)
- Mieczysław Halka Ledóchowski (1884–1885)
- Giovanni Simeoni (1885–1886)
- Domenico Bartolini (1886–1887)
- Luigi Serafini (1887–1888)
- Lucido Maria Parocchi (1888–1889)
- Carlo Laurenzi (1889)
- Paulus Melchers (1889–1891)
- Serafino Vannutelli (1891–1892)
- Gaetano Aloisi Masella (1892–1893)
- Mariano Rampolla del Tindaro (1893–1894)
- Fulco Luigi Ruffo-Scilla (1894–1895)
- Angelo Di Pietro (1895–1896)
- Girolamo Maria Gotti OCD (1896–1897)
- Domenico Jacobini (1897–1898)
- Antonio Agliardi (1898–1899)
- Domenico Ferrata (1899–1900)
- Serafino Cretoni (1900–1901)
- Giovanni Battista Casali del Drago (1901–1902)
- Francesco di Paola Cassetta (1902–1903)
- Alessandro Sanminiatelli Zabarella (1903–1905)
- François-Désiré Mathieu (1905–1906)
- Pietro Respighi (1906–1907)
- Sebastiano Martinelli OESA (1907–1909)
- Casimiro Gennari (1909–1911)
- Rafael Merry del Val y Zulueta (1911–1912)
- Aristide Rinaldini (1912–1914)
- Pietro Gasparri (1914–1915)
- Antonio Vico (1915–1916)
- Gennaro Granito Pignatelli di Belmonte (1916–1919)
- Basilio Pompili (1919–1920)
- Giulio Boschi (1920)
- Rafael Merry del Val y Zulueta (1920–1922)
- Wilhelmus Marinus van Rossum CSsR (1922–1923)
- Andreas Franz Frühwirth OP (1923–1924)
- Raffaele Scapinelli di Leguigno (1924–1925)
- Vittorio Amedeo Ranuzzi de’ Bianchi (1925–1926)
- Donato Raffaele Sbarretti (1926–1927)
- Tommaso Pio Boggiani OP (1927–1928)
- Francesco Ragonesi (1928–1929)
- Achille Locatelli (1929–1930)
- Luigi Sincero (1930–1931)
- Bonaventura Cerretti (1933)
- Achille Locatelli (1933–1935)
- Luigi Capotosti (1935–1936)
- Lorenzo Lauri (1936–1937)
- Eugenio Pacelli (1937–1939)
- Raffaele Carlo Rossi OCD (1939–1941)
- Pietro Fumasoni Biondi (1941–1946)
- Federico Tedeschini (1947–1947)
- Francesco Marmaggi (1947–1948)
- Domenico Jorio (1948–1949)
- Massimo Massimi (1949–1950)
- Nicola Canali (1950–1951)
- Giovanni Mercati (1951–1952)
- Giuseppe Bruno (1952–1954)
- Alfredo Ottaviani (1954–1958)
- Eugène Tisserant (1958–1960)
- Clemente Micara (1960–1961)
- Giuseppe Pizzardo (1961–1962)
- Benedetto Aloisi Masella (1962–1968)
- Giuseppe Ferretto (1968–1973)
- Ildebrando Antoniutti (1974)
- Franjo Šeper (1974–1977)
- Agnelo Rossi (1977–1978)
- Gabriel-Marie Garrone (1978–1979)
- Egidio Vagnozzi (1979–1980)
- Sedisvakanz (1980–1982)
- Maximilien de Fürstenberg (1982–1984)
- Silvio Oddi (1984–1987)
- Giuseppe Paupini (1987–1988)
- Johannes Willebrands (1988–1997)